# Tulipánová horečka

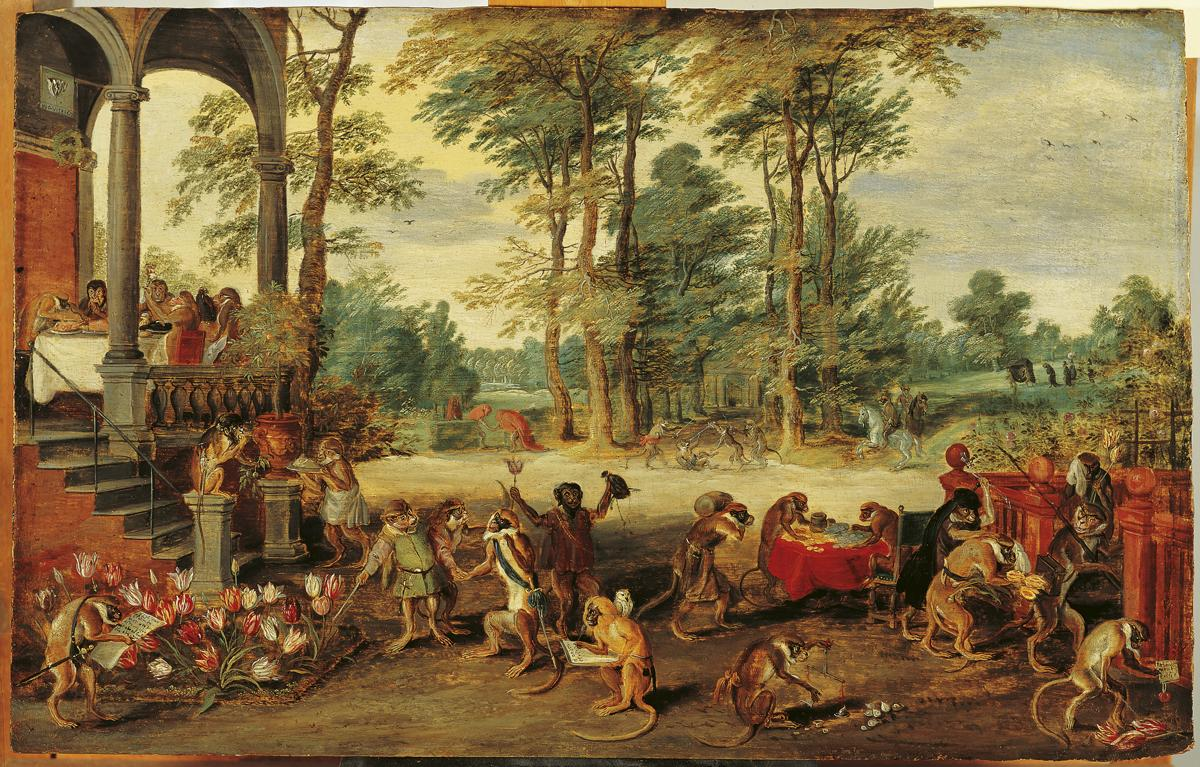
Obraz Jana Brueghela mladšího Satira na tulipánovou horečku, lidé jsou znázorněni jako opice

Tulipánová horečka (také tulipánová mánie, nizozemské názvy tulpenmanie, tulpomanie, tulpenwoede, tulpengekte a bollengekte) je název pro jednu z nejstarších spekulativních bublin, která proběhla v Nizozemsku v letech 1634–1637.

## Počátky
Tulipány se do Holandska dostaly z Turecka roku 1593 zásluhou správce univerzitní zahrady Hortus Botanicus v Leidenu Carola Clusiuse. Na jaře 1594 se zde podařilo vypěstovat první rostlinu, ovšem zpočátku o tulipány nebyl valný zájem. To se změnilo na počátku 17. století, kdy docházelo ke křížení jednotlivých barevných forem. Brzy poté získali jejich pěstitelé vážnost, protože o rostliny vzrůstal zájem a tulipánových cibulí bylo jen omezené množství. Tak došlo k růstu jejich ceny. Na začátku století vycházela cena jedné cibule na 1 gulden, ovšem již krátce poté vyletěla na 1000 i více guldenů. Na ochranu obchodníků byl navíc přijat tulipánový zákon, na základě něhož hrozilo za poškození cibulí vězení. Také se konaly dražby cibulí a na tulipány se začínali specializovat i notáři. Navíc se s tulipány začínalo obchodovat i na burzách. Docházelo k uzavírání kontraktů na nákup určitého množství cibulí za stanovenou cenu po uplynutí 3, 6 či 9 měsíců. Během několika měsíců se tak mohl vstupní kapitál zvýšit až padesátkrát.
Až ve dvacátém století bylo zjištěno, že efektní panašování tulipánových květů bylo virového původu.

## Vrchol

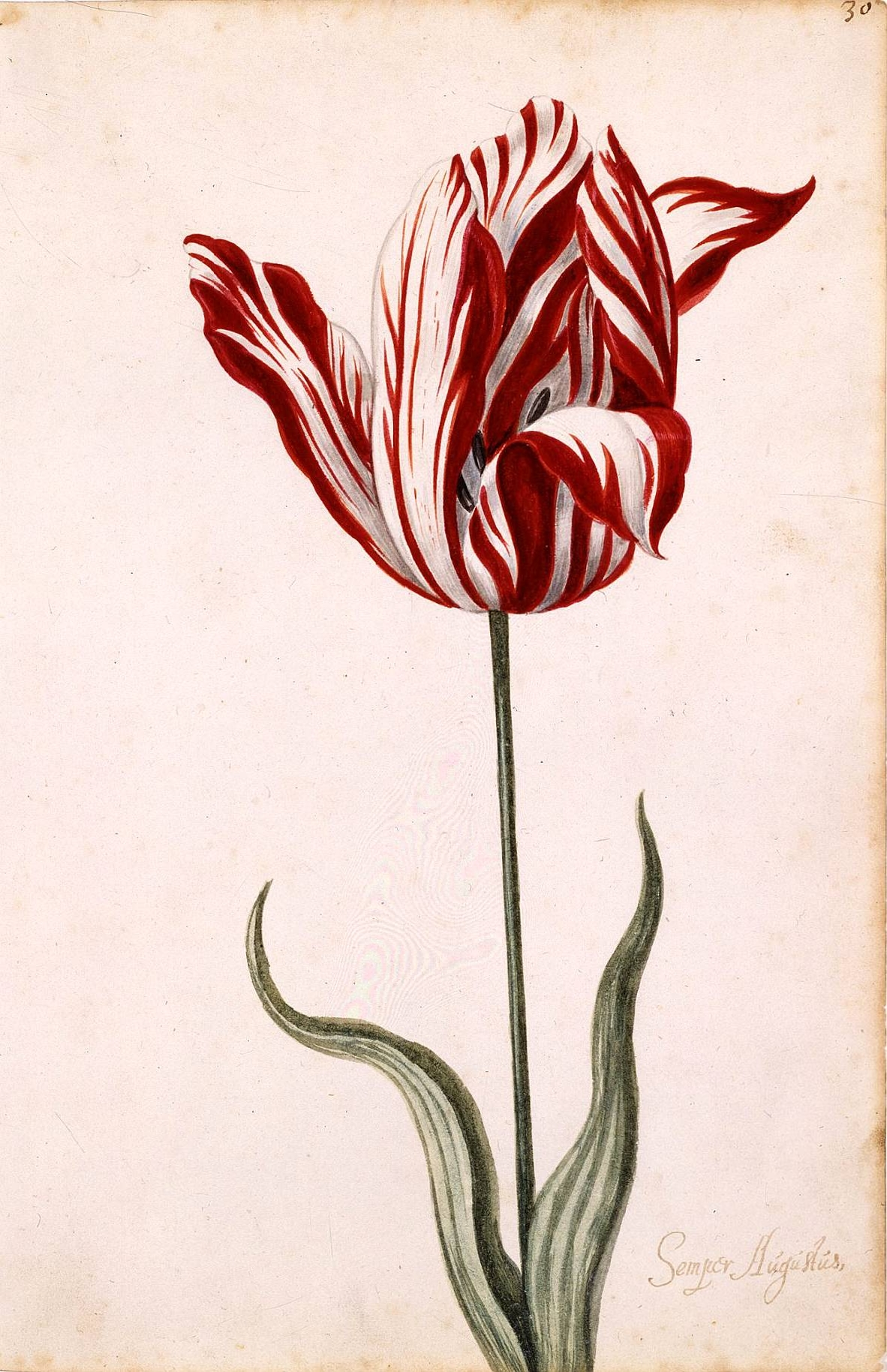
Anonymní akvarel: Semper Augustus (17. století)

Svého vrcholu dosáhla Tulipánová horečka v letech 1636–1637. V této době se lidé nezdráhali pro nákup tulipánových cibulí prodat svůj dům, dvorec či statek. Zvyšovala se také cena cibulí. Pokud v roce 1624 stála jedna cibule vzácné sorty „Semper Augustus“ 1200 guldenů, v roce 1625 to bylo už 3000 guldenů a v roce 1636 dokonce 4600 guldenů, povoz a dvě klisny i s postrojem. Cibule velmi vzácné variety „Místokrál“ pak stála 24 vozů s obilím, 8 vepřů, 4 krávy, 4 sudy piva, 1000 liber másla a několik beček sýra. V roce 1637 se dokonce objevil případ výměny pivovaru v Utrechtu (hodnota 30 000 guldenů) za 3 kusy vzácných cibulí. Ve stejné době se dal měšťanský dům v Amsterdamu koupit přibližně za 10 000 guldenů. Právě v této době převýšila nabídka poptávku a ceny tulipánových cibulí začaly prudce klesat.

## Krize
Po zlomu v roce 1637 se lidé dostali do ekonomických problémů. Mnoho obchodníků zbankrotovalo nebo se dostalo do konkursu. Do velkých potíží se dostalo celé nizozemské hospodářství. Jednou z obětí krize se stal také malíř Rembrandt van Rijn (1606–1669). Ten jednak prodělal na tulipánech, ale na odbyt nešla ani jeho díla. Malíř tak byl donucen vyhlásit úpadek a v roce 1657 musel svůj dům prodat v dražbě. Přesto se objevila řada lidí, kteří šli proti davu a své zisky včas lépe investovali. Jejich výnosy pak přesahovaly i 1000 %, zatímco ztráty těch, kteří pokračovali, dosahovaly i 90 %.

## Odraz v kultuře
Anglická spisovatelka Deborah Moggachová popsala spekulace okolo tulipánových cibulek v románu Tulip Fever, který byl v roce 2017 zfilmován.